# 陳遜
陳遜（1375年—？），字必恭，福建建寧府浦城縣孝悌里人，明朝政治人物。進士出身。

## 生平
福建鄉試七十三名。永樂十年（1412年）壬辰科會試四十八名，殿試登進士第三甲第五十八名。

## 家族
曾祖陳榮四。祖父陳穆翁。父亲陳希文。